# Quiznos
QIP Holder LLC（營業品牌名稱：Quiznos）是一間加盟連鎖的速食餐廳，總部位於美國科羅拉多州丹佛，以提供烘烤過的潛艇三明治為主。
餐廳在1981年由吉米·蘭巴托（Jimmy Lambatos）創立，並於1991年時賣給瑞克（Rick）和理查·夏登（Richard Schaden），並成長至近5,000間連鎖分店。而截至2013年底，Quiznos在美國共有約1,500間餐廳，在其他國家則共有約600間分店。

## 歷史

### 早期歷史

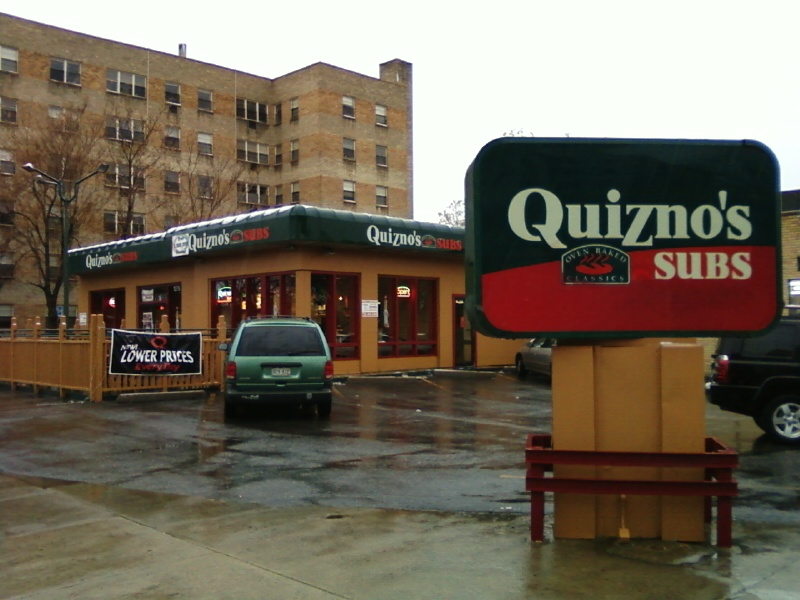
第一間Quiznos餐廳

第一間Quiznos餐廳由吉米·蘭巴托（Jimmy Lambatos）在科羅拉多州丹佛開設。在當時，蘭巴托是一名有經驗的主廚，曾在科羅拉多礦業公司牛排館（Colorado Mine Co. Steakhouse）擔任行政主廚，並曾在1978年開設過一間名為「Footers」的義大利餐廳。蘭巴托和夥伴陶德·迪斯納（Todd Disner）在1981年成立Quiznos。第一間店位於丹佛市內13街和格蘭特街（Capitol Hill）的交叉口。
根據派崔克·斯威尼（Patrick Sweeney）表示「這間店因為烘烤過的潛艇三明治而吸引了一些支持者。蘭巴托表示其靈感是來自於他在紐約成長時喜愛的爐烤三明治。」蘭巴托曾說他決定要將三明治烘烤過，是因為「將東西加熱可以把食物裡的味道帶出來。」餐廳的菜單以烘烤過的潛艇三明治為主，同時也供應沙拉、湯品和甜點。

### 擴張

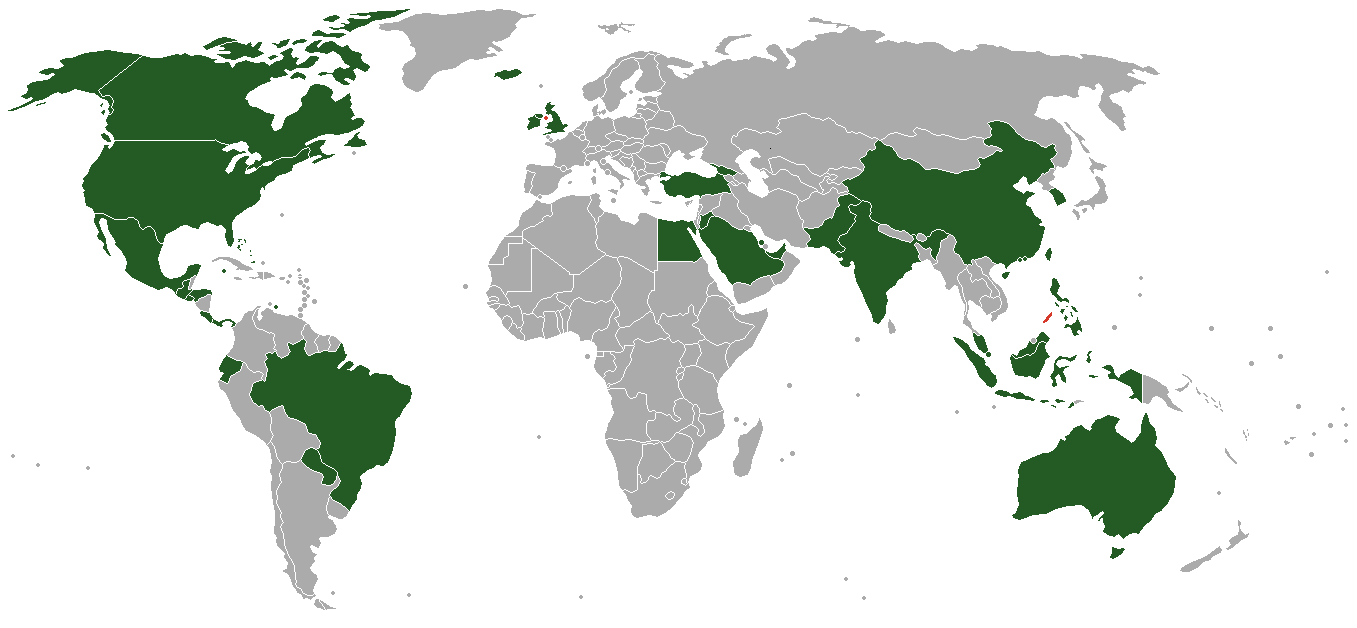
Quiznos設有分店的國家

開業兩年後，餐廳為了擴張決定開放加盟，並在1983年開設了第一間加盟店。其用來開放加盟的總公司名稱為「Quiznos American, Inc.」。至1987年時，全美國已共有12間Quiznos餐廳。同年23歲的瑞克·夏登（Rick Schaden）和父親理查·夏登（Richard Schaden）開設了他的第一間Quiznos加盟店，餐廳位於科羅拉多州波德的購物中心內。夏登接著再開設了三間餐廳，並在1991年將已有18間的Quiznos從創辦人手中買下，改名為「The Quiznos Franchise Corp.」。交易後瑞克·夏登成為公司的總裁和執行長。Quiznos在1994年首次公開募股，共發行100萬股，每股價值5美元，總收益440萬美元。至1995年底為止，Quiznos已有103間餐廳
1997年Quiznos成為全世界第三大的潛艇三明治連鎖餐廳，在美國和波多黎各共有278間餐廳。1998年，「Quiznos Canada」買下了所有加拿大Quiznos餐廳的總加盟權，並接著在1999年買下英國的總加盟權。「Glenvista Enterprises」接著買下加州數個行政區的加盟權。KMN USA LLC則買下日本的加盟權，並在1999年初開設了日本第一間加盟店(2005年退出日本，2006年重返，2009年再次退出)。Quiznos在2001年再度轉型為私有公司。2002年，溫蒂漢堡取得澳洲和紐西蘭的Quiznos加盟權，但最終卻無法在兩地成功開設分店。在2005年，Quiznos和雷·威爾森（Ray Wilson）合作開設了新的健身俱樂部連鎖店，名為「123 Fit」。在Quiznos巔峰時期的2007年，世界各國共計有超過5,000間分店。

### 衰退與重建
2007年至2009年間，共有約1,000間Quiznos餐廳關閉。在經濟大衰退期間關閉了約2,000間餐廳後，紐約艾威基金集團（Avenue Capital Group）在2012年1月購入了大部分Quiznos股權。根據《丹佛商業新聞》記者艾德·西歐爾（Ed Sealover）表示，這場交易「免除了公司9億美元債務的三分之一，並為公司帶來1.5億的現金。」艾威基金請來企業拯救專家哈沙·V·阿格蒂（Harsha V. Agadi）擔任Quiznos的執行主席，並延攬優比速商店前總裁史都華·馬丁（Stuart Mathis）擔任公司執行長，他曾表示將以宣傳「食物的品質」來提升日漸下滑的銷售數字。

### 破產
2014年3月14日，Quiznos依據美國破產法申請破產保護。Quiznos宣布將會繼續營運，同時重建債務並改善營運狀況

## 分店
目前共有超過2,100間的Quiznos餐廳，大多數位於美國和加拿大。Quiznos也曾計畫在2012年擴展至超過40個國家和地區，包括歐洲、中東、東南亞和中南美洲。
2013年7月，Quiznos宣布計劃擴展至俄羅斯，並將開設約500間餐廳。Quiznos的主要加盟商「PT Quiznosindo」計畫十年內於印尼開設100間餐廳。此外巴基斯坦、新加坡、韓國、菲律賓等國家也都在Quiznos國際擴張的計畫範圍內，預計在2020年前於超過40個國家開設超過1,000間餐廳。
Quiznos曾在2014年9月在台北市開設台灣第一間分店，但因租約到期，於2018年7月19日暫停營業。

## 外部連結
- 官方網站 （页面存档备份，存于）